# Liste der Biografien/Bala
Liste der Biografien |
Portal Biografien |
Personensuche
# |
A |
B |
C |
D |
E |
F |
G |
H |
I |
J |
K |
L |
M |
N |
O |
P |
Q |
R |
S |
T |
U |
V |
W |
X |
Y |
Z |
?
 
Ba |
Be |
Bd |
Bg |
Bh |
Bi |
Bj |
Bl |
Bm |
Bn |
Bo |
Br |
Bs |
Bu |
Bw |
By |
Bz
 
Baa |
Bab |
Bac |
Bad |
Bae |
Baf |
Bag |
Bah |
Bai |
Baj |
Bak |
Bal |
Bam |
Ban |
Bao |
Bap |
Baq |
Bar |
Bas |
Bat |
Bau |
Bav |
Baw |
Bax–Baz
 
Bala |
Balb |
Balc |
Bald |
Bale |
Balf |
Balg |
Balh |
Bali |
Balj |
Balk |
Ball |
Balm |
Baln |
Balo |
Balp |
Balq |
Bals |
Balt |
Balu |
Balv |
Balw |
Baly |
Balz
Die Liste der Biografien führt alle Personen auf, die in der deutschsprachigen Wikipedia einen Artikel haben. Dieses ist eine Teilliste mit 249 Einträgen von Personen, deren Namen mit den Buchstaben „Bala“ beginnt.

## Bala
- Bala Gaye, Musa Gibril (* 1946), gambischer Politiker
- Bala, Athanase (1927–2019), kamerunischer Geistlicher, römisch-katholischer Bischof von Bafia
- Bala, Carlinhos (* 1979), brasilianischer Fußballspieler
- Bala, Haradin (1957–2018), jugoslawischer Kriegsverbrecher
- Bala, Krystian (* 1973), polnischer Schriftsteller
- Bala, Mubarak (* 1984), nigerianischer Menschenrechtsaktivist und Bürgerrechtler
- Bala, Sunkrish (* 1984), indisch-US-amerikanischer Schauspieler
- Bala, Thumma (1944–2024), indischer Geistlicher, römisch-katholischer Erzbischof von Hyderabad

### Balaa
- Balaam-Meister, Buchmaler des Mittelalters, gestaltete die Wenzelsbibel

### Balab
- Balaban, Adam, orthodoxer Adliger
- Balaban, Alexandru (* 1931), rumänischer Chemiker
- Balaban, Alper (1987–2010), türkisch-deutscher Fußballspieler
- Balaban, Arsenios († 1569), orthodoxer Bischof von Lwów (1549–1569)
- Balaban, Bob (* 1945), US-amerikanischer Schauspieler, Filmregisseur und -produzentBob Balaban (* 1945)

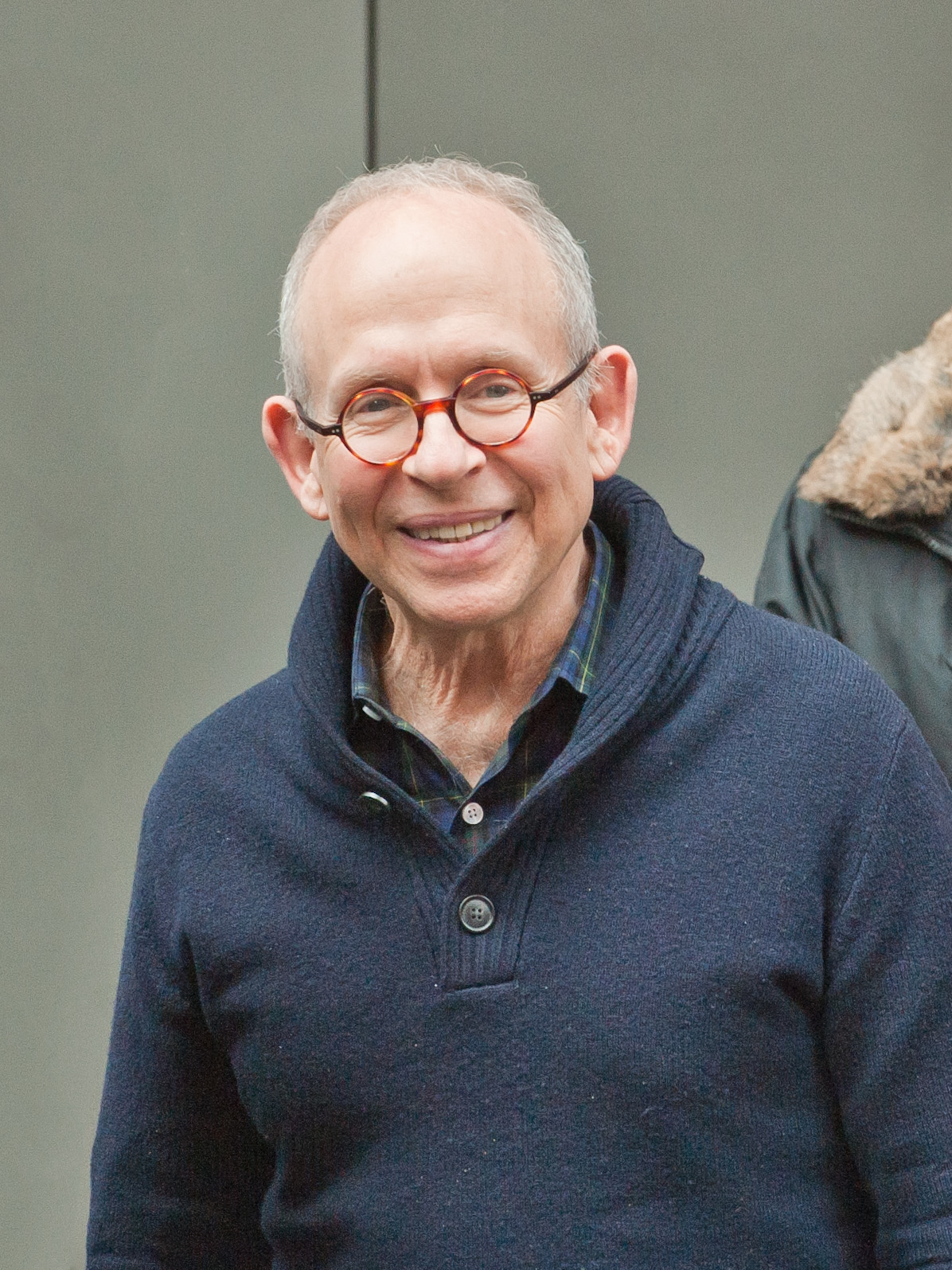
Bob Balaban (* 1945)

- Balaban, Boško (* 1978), kroatischer Fußballspieler
- Balaban, Burt (1922–1965), US-amerikanischer Regisseur und Filmproduzent
- Balaban, Florin (* 1968), rumänischer Badmintonspieler, Maler und Cartoonist
- Balaban, Gedeon († 1607), orthodoxer Bischof von Lwów (1569–1607)
- Balabán, Jan (1961–2010), tschechischer Schriftsteller
- Balaban, Jesaja, orthodoxer Geistlicher in Polen-Litauen
- Balabán, Josef (1894–1941), tschechoslowakischer General und Widerstandskämpfer
- Balaban, Kartal (* 1980), türkischer Schauspieler und Fernsehmoderator
- Balaban, Liane (* 1980), kanadische Film- und Theaterschauspielerin
- Balaban, Majer (1877–1942), jüdischer Historiker
- Balabán, Milan (1929–2019), tschechischer Theologe, Professor der Theologie und Lyriker
- Balabanova, Angelica (1869–1965), russische Politikerin und PublizistinAngelica Balabanova (1869–1965)

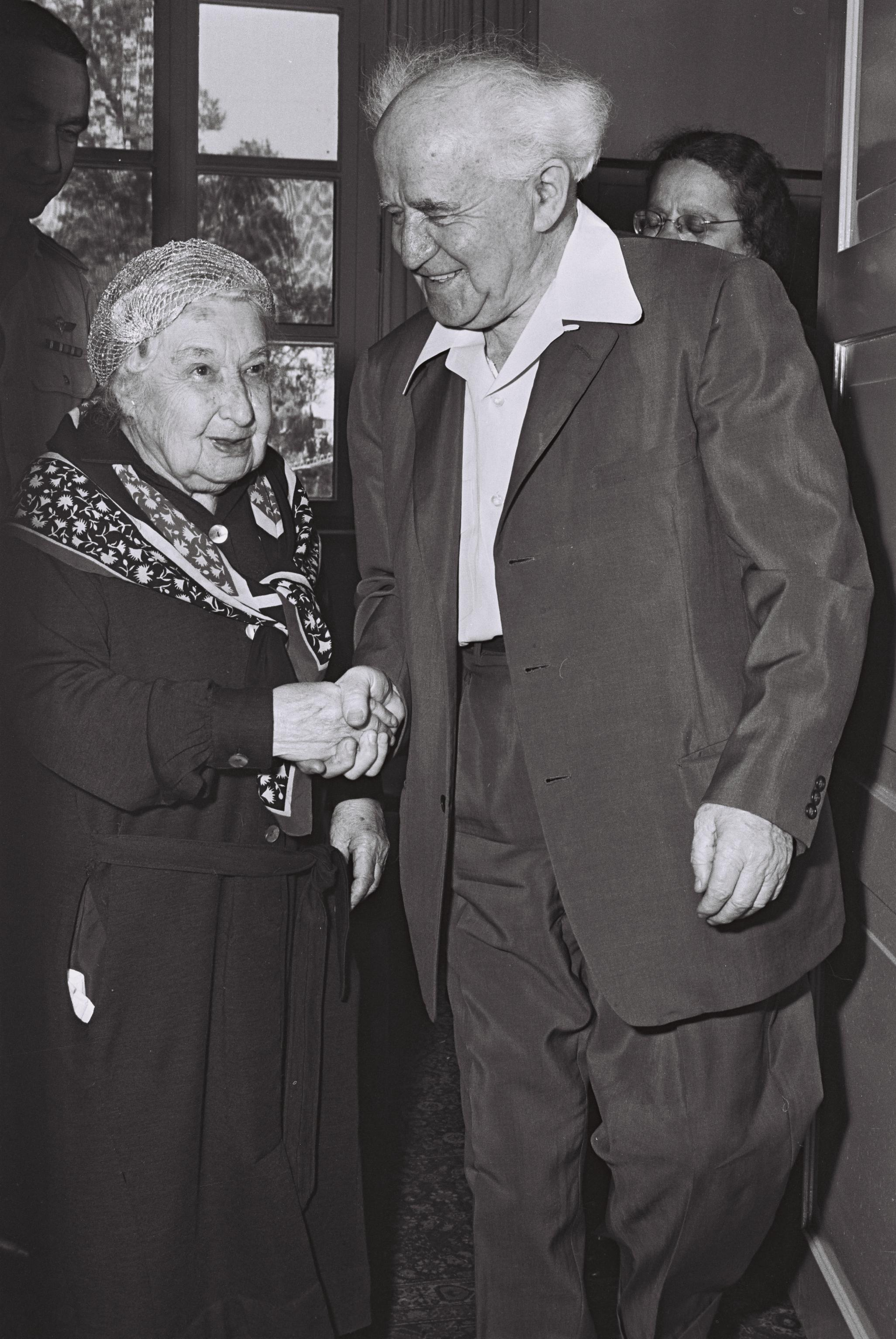
Angelica Balabanova (1869–1965)

- Balabanow, Aleksandar (1879–1955), bulgarischer Literatur- und Sprachwissenschaftler, Übersetzer und Literaturkritiker
- Balabanow, Alexei Oktjabrinowitsch (1959–2013), russischer Filmregisseur
- Balabanow, Iwan (1887–1969), bulgarischer Unternehmer und Bankier
- Balabanow, Iwo (* 1997), bulgarischer Mittel- und Langstreckenläufer
- Balabanow, Marin (* 1974), bulgarisch-österreichischer Zeichner von Comics und für Webcomics und Fanzines
- Balabanow, Marko (1837–1921), bulgarischer Publizist, Politiker und Philologe
- Balabanow, Martin (* 2002), bulgarischer Mittelstreckenläufer
- Balabanow, Mykyta (* 1989), ukrainischer Bergsteiger
- Balabanow, Todor (1852–1912), bulgarischer Freiheitskämpfer, Unternehmer und Industriepionier
- Balabanowa, Hanna (* 1969), ukrainische Kanutin
- Bałabuch, Adam (* 1961), polnischer Priester, Weihbischof in Świdnica
- Balabujew, Petro (1931–2007), ukrainischer Flugzeugkonstrukteur

### Balac
- Bălace, Silviu (* 1978), rumänischer Fußballspieler
- Balachander, S. (1927–1990), indischer Schauspieler, Filmregisseur und Musiker
- Balachandran, A. P. (1938–2025), indischer theoretischer Physiker
- Balachonau, Sjarhej (* 1977), belarussischer Schriftsteller
- Balachonowa, Anschela (* 1972), ukrainische Leichtathletin
- Balachova, Tania (1902–1973), französische Schauspielerin, Theaterregisseurin und Theaterpädagogin
- Balachowski, Jan (* 1948), polnischer Leichtathlet
- Balachowsky, Alfred (1901–1983), französisch-russischer Entomologe
- Balaci, Ilie (1956–2018), rumänischer Fußballspieler und -trainer
- Balack, Jörg (1941–1992), deutscher Politiker (SPD)

### Balad
- Balada, Leonardo (* 1933), spanisch-US-amerikanischer Komponist
- Balādhurī, al-, muslimischer Historiograph
- Baladi, Patrick (* 1971), britischer Schauspieler
- Baladi, Sani (* 1994), deutscher Filmkomponist und Singer-Songwriter
- Baladi, Viviane (* 1963), schweizerisch-französische Mathematikerin
- Baladın, Hande (* 1997), türkische Volleyballspielerin
- Balado, Roberto (1969–1994), kubanischer Boxer
- Baladrón Valdés, Carlos Jesús Patricio (1945–2023), kubanischer Geistlicher, römisch-katholischer Bischof von Guantánamo-Baracoa

### Balaf
- Balafrej, Ahmed (1908–1990), marokkanischer Politiker und Premierminister von Marokko

### Balag
- Balagangadhara, S. N. (* 1952), indischer Indologe und Hochschullehrer
- Balageas, François (* 1943), französischer Politiker
- Balagow, Kantemir Arturowitsch (* 1991), russischer Filmregisseur und Drehbuchautor
- Balagtas, Francisco (1788–1862), tagalischer Dichter und Schriftsteller
- Balagué, Carmen (* 1952), spanische Schauspielerin
- Balagué, Guillem, spanischer Sportjournalist
- Balaguer Cabrera, José Ramón (1932–2022), kubanischer Revolutionär und Politiker
- Balaguer Callejón, María Luisa (* 1953), spanische Verfassungsrechtlerin
- Balaguer, Asunción (1925–2019), spanische Schauspielerin
- Balaguer, David (* 1991), spanischer Handball- und Beachhandballspieler
- Balaguer, Joaquín (1906–2002), dominikanischer Politiker und Schriftsteller, Staatschef der Dominikanischen RepublikJoaquín Balaguer (1906–2002)

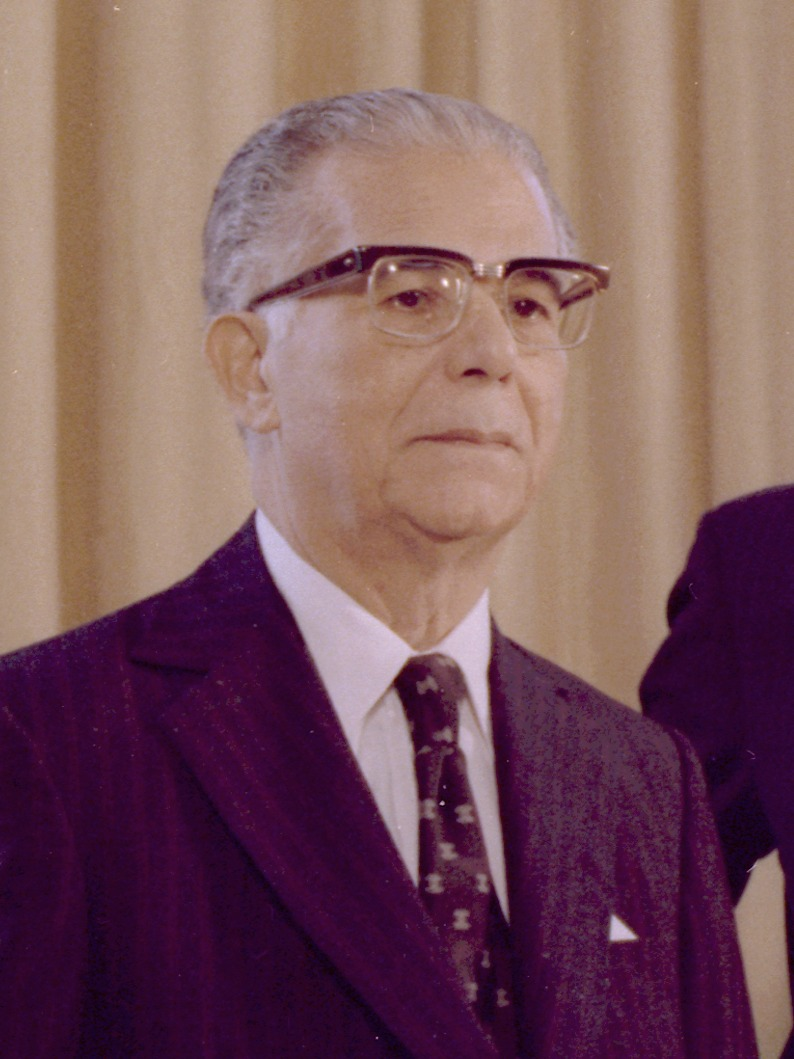
Joaquín Balaguer (1906–2002)

- Balaguer, Michele (1597–1663), spanischer Geistlicher und Bischof von Malta
- Balaguer, Miguel (1906–1985), uruguayischer Geistlicher, Bischof von Tacuarembó
- Balaguer, Pedro, spanischer Baumeister
- Balaguer, Víctor (1824–1901), spanischer Dichter und Historiker
- Balaguer, Víctor (1921–1984), spanischer Sänger
- Balagueró, Jaume (* 1968), spanischer Regisseur und Drehbuchautor
- Balagura, Saúl (* 1943), kolumbianischer Maler und Dichter

### Balai
- Balaïn, Mathieu-Victor (1828–1905), französischer römisch-katholischer Geistlicher, Bischof von Nizza und Erzbischof von Auch

### Balaj
- Balaj, Bekim (* 1991), albanischer Fußballspieler
- Balaj, Cristian (* 1971), rumänischer Fußballschiedsrichter und -funktionär
- Balajan, Zori (* 1935), armenischer Schriftsteller, Journalist, Sportarzt und Reisender
- Balaji Baji Rao (1720–1761), Peshwa der Marathen
- Balaji Vishwanath (1662–1720), Peshwa der Marathen
- Balaji, Lakshmipathy (* 1981), indischer Cricketspieler
- Balaji, N. Sriram (* 1990), indischer TennisspielerN. Sriram Balaji (* 1990)

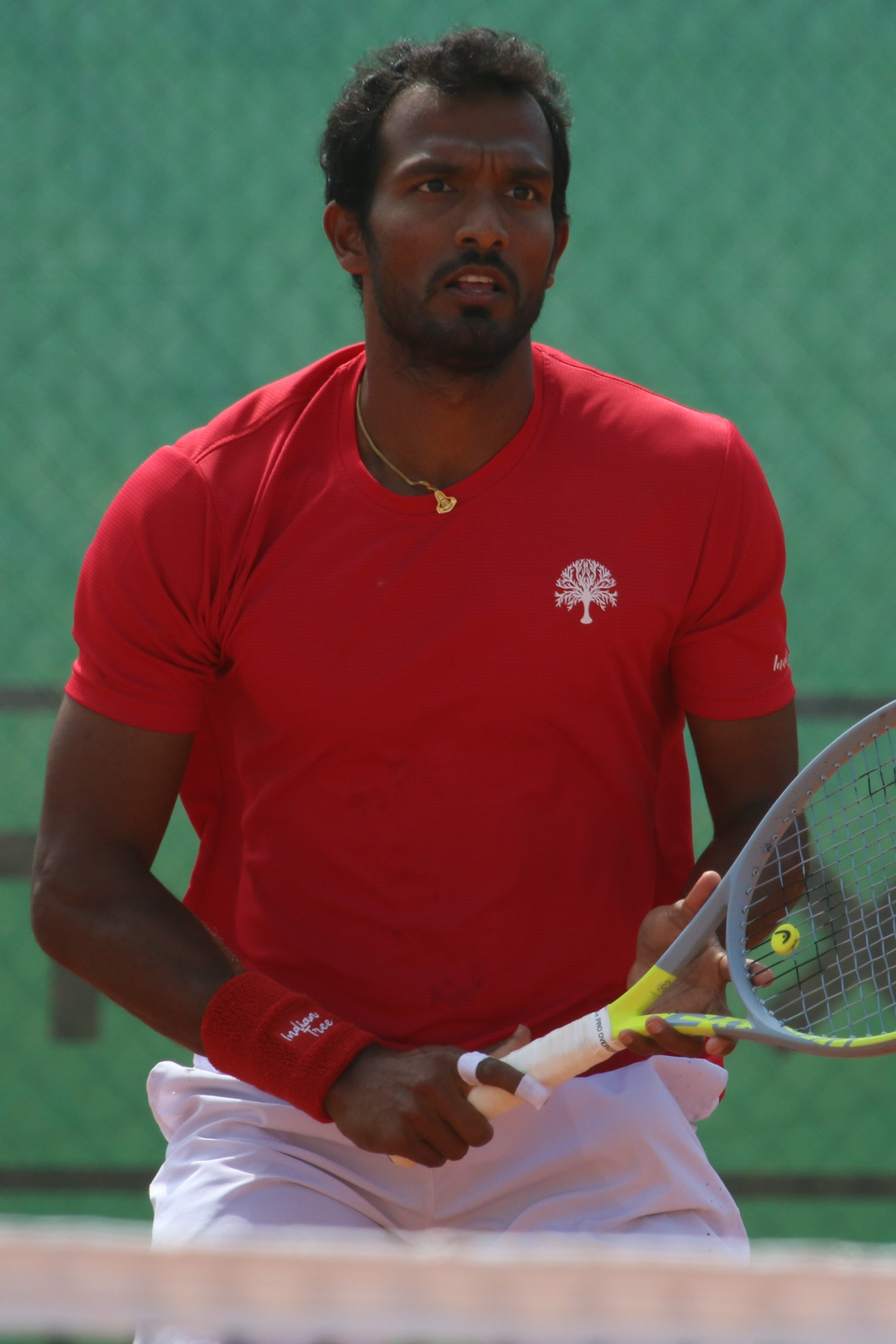
N. Sriram Balaji (* 1990)

- Balaji, Suchir (* 1998), US-amerikanischer Forscher für künstliche Intelligenz (KI) und Whistleblower
- Balajthy, Robert von (1855–1924), österreichischer Schauspieler

### Balak
- Balak, Sohn von Zippor, König von Moab
- Balak ibn Bahram († 1124), Emir von Sarudsch, Emir von Khanzit und Emir von Aleppo
- Balak, Emre (* 1988), türkischer Fußballspieler
- Balàka, Bettina (* 1966), österreichische Schriftstellerin
- Balakakis, Georgios, griechischer Fechter
- Balakian, Krikor (1875–1934), armenischer Bischof, Augenzeuge des Genozids an den Armeniern
- Balakian, Peter (* 1951), armenisch-amerikanischer Schriftsteller und Hochschullehrer
- Balakin, Michail Dmitrijewitsch (* 1961), russischer Unternehmer
- Balakin, Mykola (* 1989), ukrainischer Fußballschiedsrichter
- Balakirew, Mili Alexejewitsch (1837–1910), russischer Komponist, Pianist und Dirigent
- Balakow, Krassimir (* 1966), bulgarischer Fußballspieler und -trainerKrassimir Balakow (* 1966)

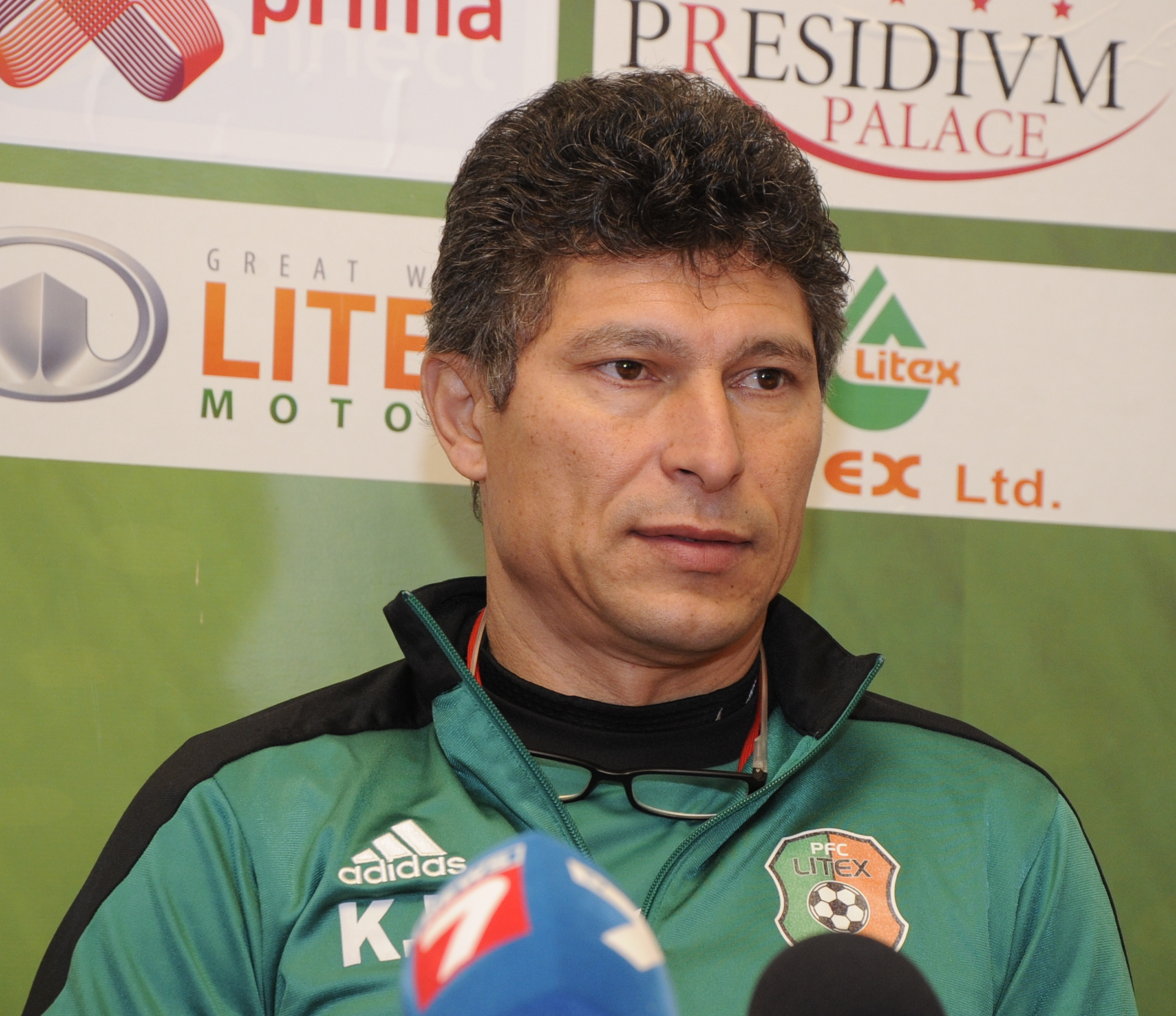
Krassimir Balakow (* 1966)

- Balakrishnan, Vivian (* 1961), singapurischer Politiker (PAP), Außenminister von Singapur
- Balakros, Offizier Alexanders des Großen
- Balakros († 324 v. Chr.), makedonischer Satrap von Kilikien
- Balakschin, Georgi Ruslanowitsch (* 1980), russischer Boxer

### Balal
- Balalle, Tissa (* 1937), sri-lankischer Politiker

### Balam
- Balam, David D., kanadischer Astronom
- Balaman, Hasan (1966–2016), türkischer Politiker und Bürgermeister (Isparta)
- Balamani Amma (1909–2004), indische Autorin
- Balamir, angeblicher König der Hunnen
- Balamir, Halit (1922–2009), türkischer Ringer
- Balamurukan, Aparajitha (* 1994), indische Squashspielerin

### Balan
- Bălan, Andreea (* 1984), rumänische Pop- und Dance-Sängerin, Songwriterin, Tänzerin sowie ein Model
- Bălan, Anișoara (* 1966), rumänische Ruderin
- Balan, Aparna (* 1986), indische Badmintonspielerin
- Bălan, Cristina (* 1998), rumänische Mittelstreckenläuferin
- Balan, Curt (1855–1921), deutscher Konsistorialpräsident der Kirchenprovinz Posen
- Bălan, Dan (* 1979), moldauischer Sänger, Musiker und ProduzentDan Bălan (* 1979)

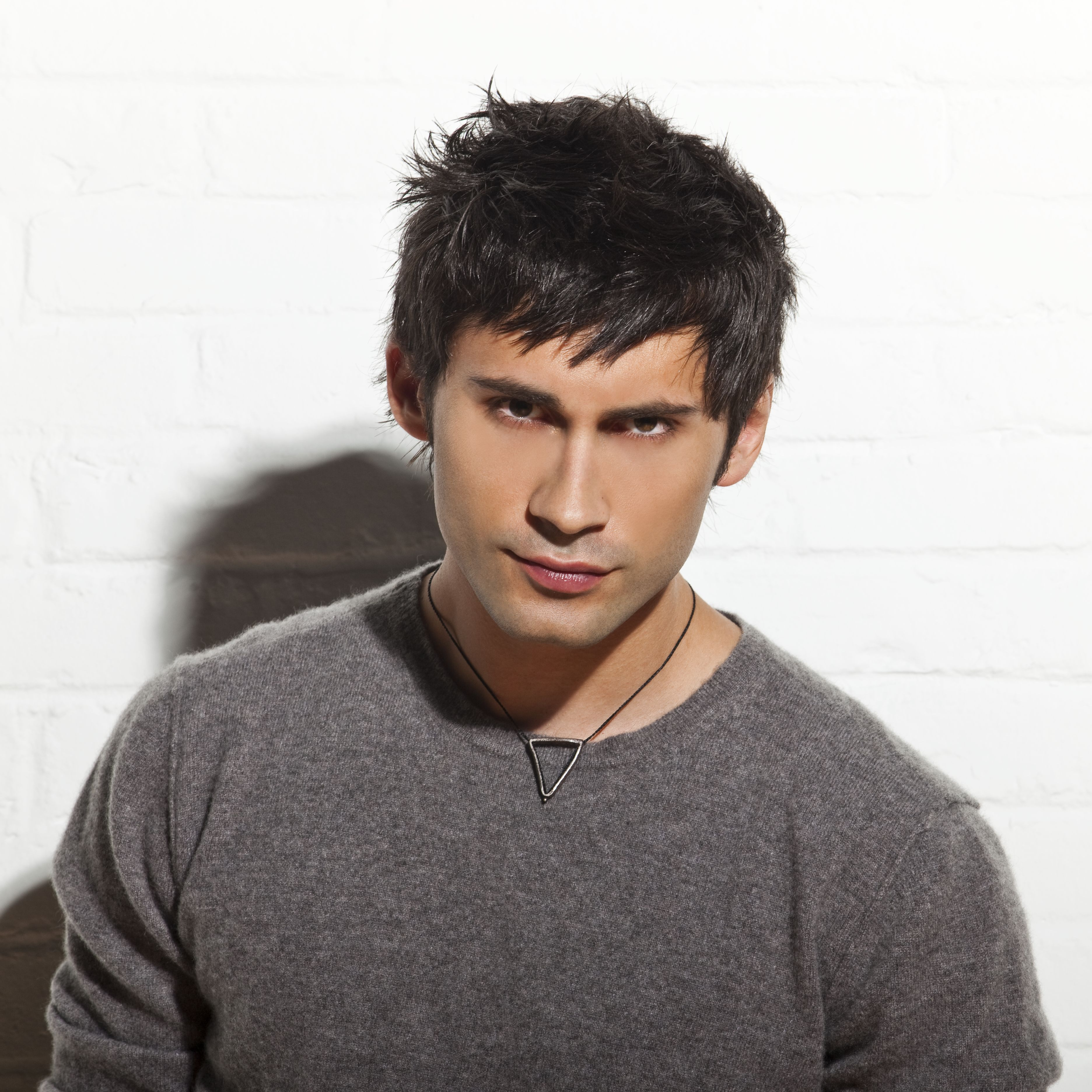
Dan Bălan (* 1979)

- Bălan, Doina (* 1963), rumänische Ruderin
- Bălan, George (1929–2022), rumänisch-deutscher Musiker und Musikwissenschaftler
- Balan, Hermann Ludwig von (1812–1874), deutscher Diplomat, Staatssekretär des Deutschen Reiches
- Bălan, Ioan (1880–1959), rumänischer Geistlicher und Bischof von Lugoj
- Balan, Joseph Wilhelm (1777–1834), preußischer Jurist
- Balan, Louis (1769–1807), preußischer Diplomat
- Bălan, Lucian (1959–2015), rumänischer Fußballspieler
- Balan, Max von (1849–1905), preußischer Politiker und Jurist
- Bălan, Radu (1936–1995), rumänischer Politiker, Bürgermeister von Timișoara
- Balan, Sergiu (* 1987), moldauischer Biathlet
- Balán, Stanislav (* 1986), tschechischer Eishockeyspieler
- Bălan, Ștefan (1913–1991), rumänischer Politiker (PCR)
- Bălan, Teodor (1885–1972), rumänischer Historiker und Fachbuchautor
- Bălan, Tiberiu (* 1981), rumänischer Fußballspieler
- Balan, Vidya (* 1979), indische Bollywoodschauspielerin
- Bălan, Virgil (1937–2008), rumänischer Tischtennistrainer
- Balanant, Erwan (* 1971), französischer Politiker
- Balance, John (1962–2004), britischer Musiker
- Balanche, Camille (* 1990), Schweizer Mountainbikerin und Eishockeyspielerin
- Balanche, Gérard (* 1968), Schweizer Skispringer
- Balanchine, George (1904–1983), russischer Choreograf, Gründer des New York City BalletGeorge Balanchine (1904–1983)

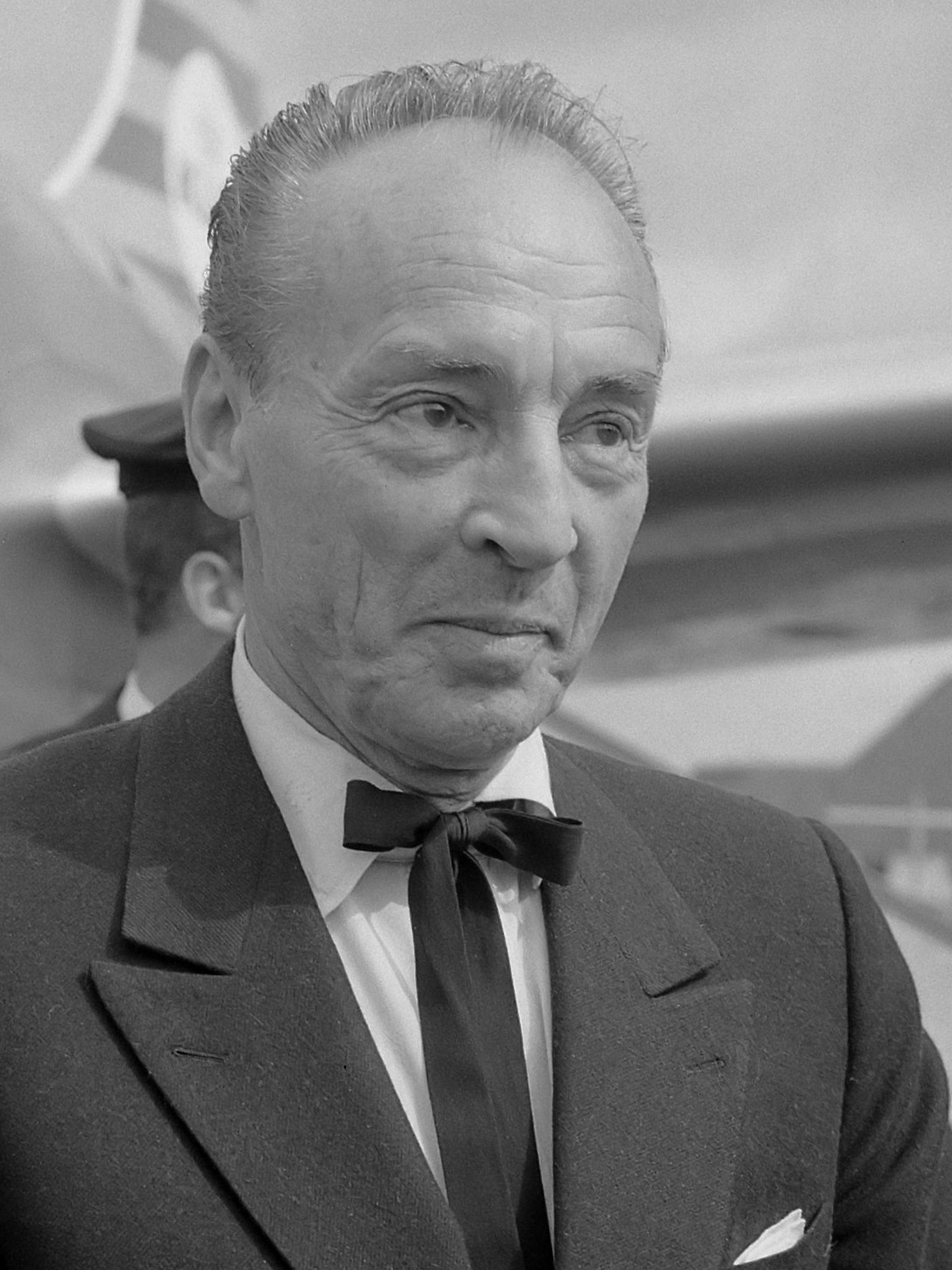
George Balanchine (1904–1983)

- Balandier, Georges (1920–2016), französischer Ethnologe
- Balandin, Alexander Nikolajewitsch (* 1953), russischer Kosmonaut
- Balandin, Alexei Alexandrowitsch (1898–1967), sowjetischer Chemiker
- Balandin, Dmitri (* 1995), kasachischer Schwimmer
- Balandin, Iwan Alexandrowitsch (* 1988), ukrainisch-russischer Ruderer
- Balandin, Michail Jurjewitsch (1980–2011), russischer Eishockeyspieler
- Balandin, Sergei Alexandrowitsch (* 1982), russischer Biathlet
- Balandin, Wladislaw Fjodorowitsch (1928–1997), sowjetisch-russischer Schauspieler und Synchronsprecher
- Balandina, Wera Arsenjewna (1871–1943), russisch-sowjetische Chemikerin und Mäzenin
- Balandis, Lucie (* 1981), deutsche Basketballspielerin
- Balandras, Richard (* 1969), französischer Autorennfahrer
- Bălănescu, Alexander (* 1954), rumänischer Violinist und Gründer des Balanescu Quartets
- Bălănescu, Dan Adrian (* 1974), rumänischer Diplomat
- Balani, Sonia (* 1991), indische Schauspielerin
- Balanos, Nikolaos (1860–1942), griechischer Architekt und Bauforscher
- Balanow, Andrei Wladimirowitsch (* 1976), russischer Boxer
- Balansa, Benedict (1825–1891), französischer Botaniker
- Balanta, Andrés (2000–2022), kolumbianischer Fußballspieler
- Balanta, Éder (* 1993), kolumbianischer Fußballspieler
- Balantschiwadse, Andria (1906–1992), georgischer Komponist
- Balantschiwadse, Meliton (1863–1937), georgischer Komponist und Volksliedsammler
- Bălănuță, Leopoldina (1934–1998), rumänische Schauspielerin
- Balanzino, Sergio (* 1934), italienischer Diplomat

### Balao
- Balao, Eulogio (1907–1977), philippinischer Politiker und Offizier

### Balar
- Balʿarab ibn Sultan († 1692), Imam von Oman
- Balarabe, Hadiza (* 1966), nigerianische Medizinerin und Politikerin
- Balaram, Padmanabhan (* 1949), indischer Biochemiker
- Balaram, Tulsidas (1936–2023), indischer Fußballspieler
- Balard, Antoine-Jérôme (1802–1876), französischer Chemiker
- Balard, Michel (* 1936), französischer Historiker
- Balari i Jovany, Josep (1844–1904), spanischer Altphilologe, Historiker, Romanist und Katalanist
- Balart i Crehuet, Gabriel (1824–1893), spanischer Komponist, Dirigent und Musikpädagoge
- Balart, Louis (1887–1967), französischer Autorennfahrer

### Balas
- Balás, Béla (* 1941), ungarischer Geistlicher, emeritierter römisch-katholischer Bischof von Kaposvár
- Balas, Bertrand (* 1956), französischer Autorennfahrer
- Balas, Egon (1922–2019), rumänischer Mathematiker
- Balas, Eli, amerikanisch-israelischer Pokerspieler
- Balas, Guillaume (* 1972), französischer Politiker (Parti socialiste), MdEP
- Balaș, Iolanda (1936–2016), rumänische Hochspringerin
- Bălașa, Sabin (1932–2008), rumänischer Maler, Filmemacher und Autor
- Balasanjan, Witali (* 1959), armenischer Generalmajor
- Balasch († 488), persischer Sassanidenkönig
- Balasch, Heinrich (* 1899), österreichischer Kameramann
- Balasch, Iwan († 1633), Anführer eines Aufstandes in Belarus
- Balaschow, Alexander Dmitrijewitsch (1770–1837), russischer Militär und Politiker
- Balaschow, Andrei Wassiljewitsch (1946–2009), sowjetischer Segler
- Balaschow, Juri Sergejewitsch (* 1949), russischer Schachspieler
- Balaschowa, Galina Andrejewna (* 1931), russische Architektin, maßgeblich für die Inneneinrichtung sowjetischer Raumfahrzeuge verantwortlich
- Balašević, Đorđe (1953–2021), jugoslawischer bzw. serbischer Liedermacher und SchriftstellerĐorđe Balašević (1953–2021)

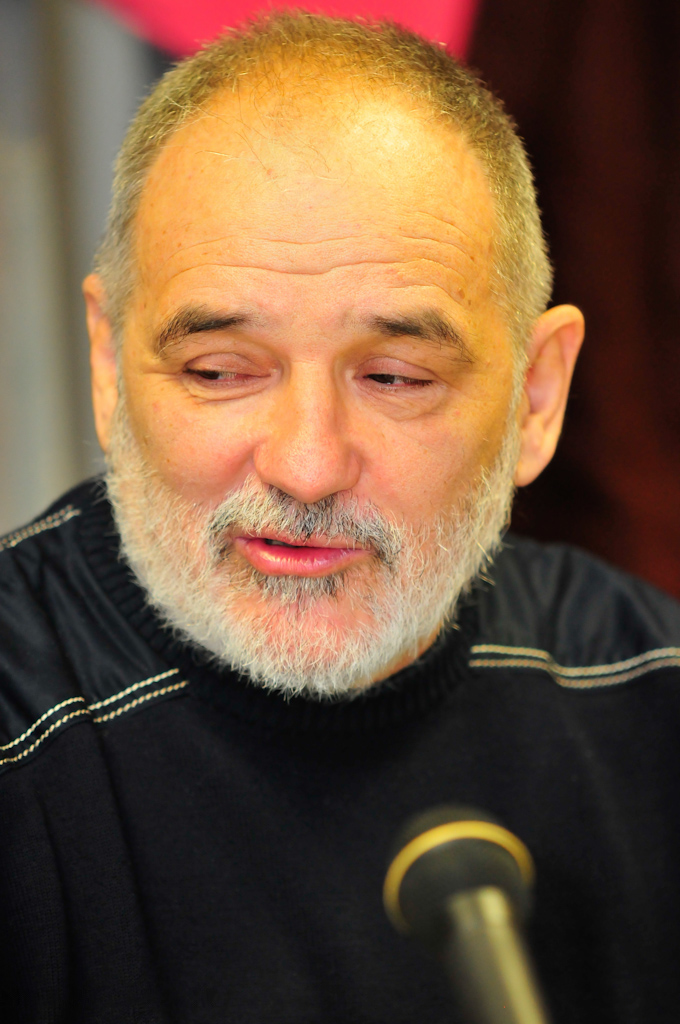
Đorđe Balašević (1953–2021)

- Balash, Muriel, US-amerikanische Dokumentarfilmerin, Filmeditorin und Theaterschauspielerin
- Balasi, Schreiber, Heilkundiger, Lehrer von Aššur-bāni-apli
- Balasingham, Anton (1938–2006), tamilischer Journalist, Autor sowie der politische Berater der Liberation Tigers of Tamil Eelam
- Balaskas, Janet (* 1946), südafrikanische Autorin, Gründerin des Active Birth Movement
- Balaski, Belinda (* 1947), US-amerikanische Schauspielerin
- Balaskó, György (* 1942), ungarischer Radrennfahrer
- Balasko, Josiane (* 1950), französische Schauspielerin, Regisseurin und DrehbuchautorinJosiane Balasko (* 1950)

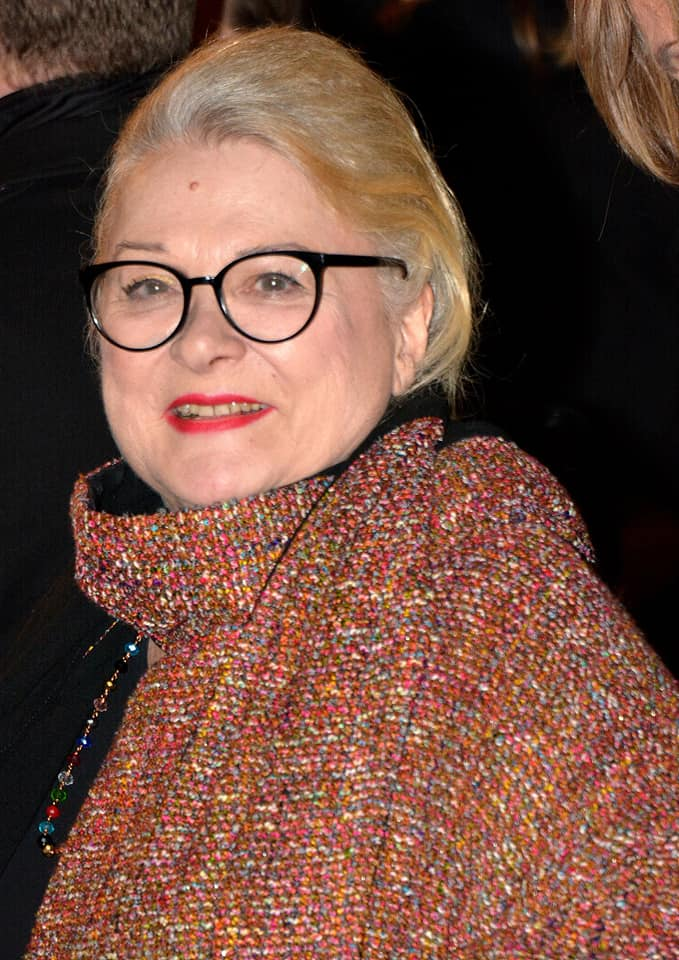
Josiane Balasko (* 1950)

- Balassa, Béla (1928–1991), US-amerikanischer Wirtschaftswissenschaftler
- Balassa, József (1864–1945), ungarischer Philologe
- Balassa, József (* 1893), ungarischer Sänger (Tenor)
- Balassa, Sándor (1935–2021), ungarischer Komponist und Hochschullehrer
- Balassanjan, Sergei Artemjewitsch (1902–1982), sowjetischer Komponist
- Balassi, Bálint (1554–1594), ungarischer Dichter der Renaissancezeit
- Balasso, Aldo (* 1942), italienischer Radrennfahrer
- Balaštík, Jaroslav (* 1979), tschechischer Eishockeyspieler
- Balasubramaniam, G. N. (1910–1965), indischer Sänger, Komponist und Schauspieler
- Balasubramanian, R. (* 1951), indischer Mathematiker
- Balasubramanian, Shankar (* 1966), indisch-britischer Biochemiker und Hochschullehrer
- Balasubramanya, Chethan (* 1992), indischer Hochspringer
- Balasuriya, Jagath (* 1940), sri-lankischer Politiker
- Balasuriya, Kumari (* 1949), sri-lankischer Politiker
- Balasus, Martin (* 1986), deutscher Politiker (CDU)
- Balaswamy, Pudhota Chinniah (1928–2009), indischer Geistlicher, Bischof von Nellore
- Balász, Július (1901–1970), tschechoslowakischer Schwimmer jüdischer Herkunft
- Bałasz, Michał (1923–2025), polnischer Architekt

### Balat
- Balat, Bünyamin (* 1997), deutsch-türkischer Fußballspieler
- Bałata, Marek (* 1955), polnischer Jazzsänger, Komponist und Grafiker
- Balatka, Hans (1825–1899), österreichisch-amerikanischer Komponist und Dirigent
- Balatková, Michaela (* 1985), tschechische Biathletin
- Balatri, Filippo (1682–1756), italienischer Opernsänger (Sopran, später Mezzosopran)
- Balatsch, Norbert (1928–2020), österreichischer Chorsänger mit der Stimmlage Bariton und Chorleiter
- Balatti, Fulvio (1938–2001), italienischer Ruderer

### Balav
- Balavoine, Daniel (1952–1986), französischer SängerDaniel Balavoine (1952–1986)

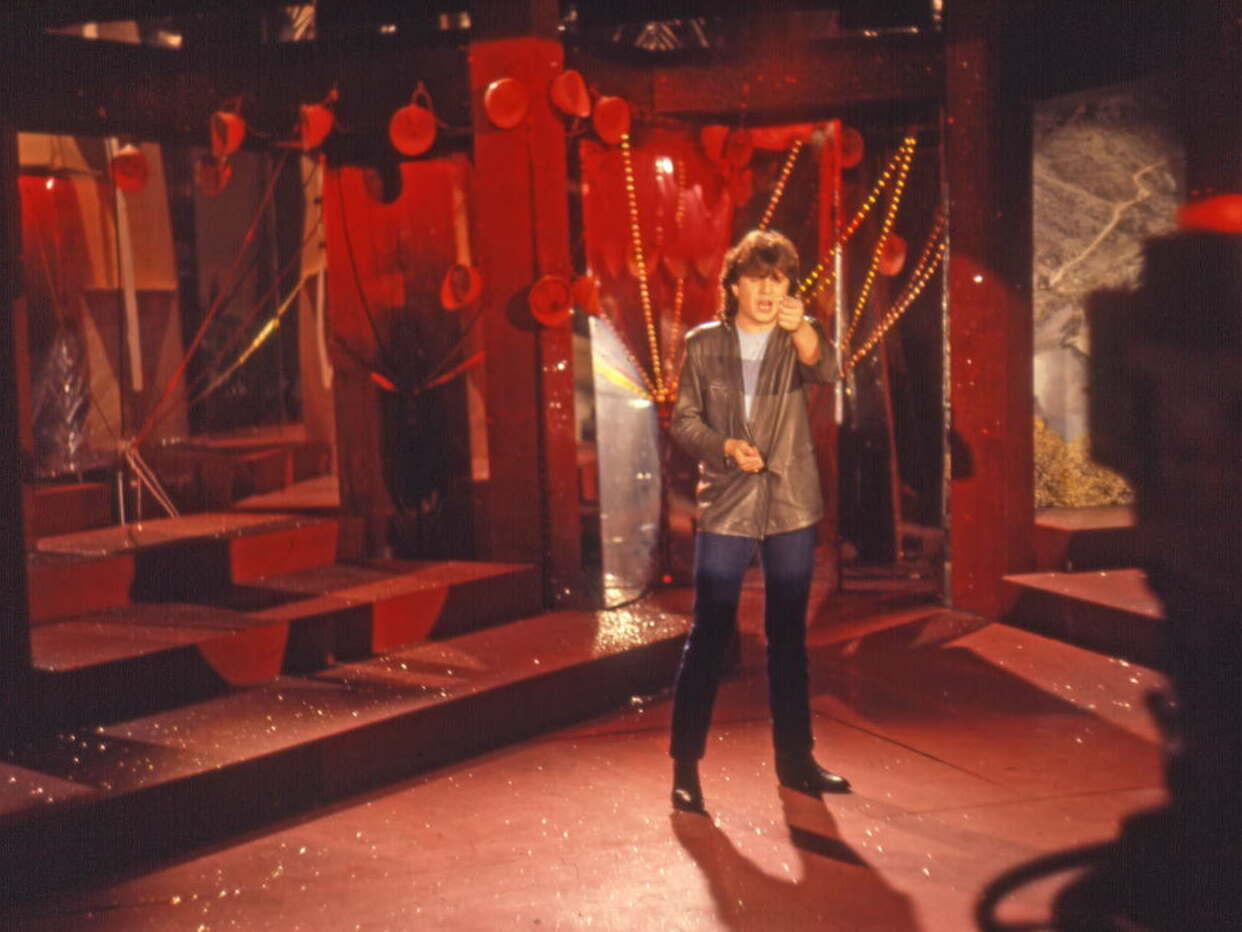
Daniel Balavoine (1952–1986)

- Balavoine, Hippolyte (1840–1925), Schweizer evangelischer Geistlicher und Hochschullehrer

### Balaw
- Balawadse, Wachtang (1927–2018), sowjetischer Ringer
- Balawender, Maciej (* 1988), polnischer Ringer
- Balawenski, Fjodor Petrowitsch (1865–1943), ukrainischer und russisch-sowjetischer Bildhauer, Kunstlehrer
- Balawing, Junrey (1993–2020), philippinischer Rekordhalter, kleinster Mann der Welt

### Balay
- Balay, Fahmi (* 1963), irakischer Künstler und Autor
- Balayev, Emil (* 1994), aserbaidschanisch-russischer Fußballtorhüter
- Balayev, Rasim (* 1948), aserbaidschanischer Schauspieler und Volkskünstler

### Balaz
- Baláž, Rudolf (1940–2011), slowakischer Geistlicher, römisch-katholischer Bischof von Banská Bystrica
- Baláž, Samuel (* 1998), slowakischer Kanute
- Bałażak, Witold (* 1964), polnischer Politiker (LPR), Mitglied des Sejm
- Balazar, Alexandrina von (1904–1955), portugiesische Mystikerin und Zeitgenossin von Therese Neumann
- Balažic, Gregor (* 1988), slowenischer Fußballspieler
- Balažič, Jure (* 1980), slowenischer Basketballspieler
- Balažic, Marko (* 1984), slowenischer Fußballspieler
- Balážová, Ľubomíra (* 1968), tschechoslowakische Skilangläuferin
- Balazs, Andrei (* 1986), rumänischer Skispringer
- Balázs, Attila (* 1988), ungarischer Tennisspieler
- Balázs, Balázs (* 1942), ungarischer Bildhauer und Lehrer für Kunst und Kunstgeschichte
- Balázs, Béla (1884–1949), ungarischer Filmkritiker, Ästhetiker, Schriftsteller und DichterBéla Balázs (1884–1949)

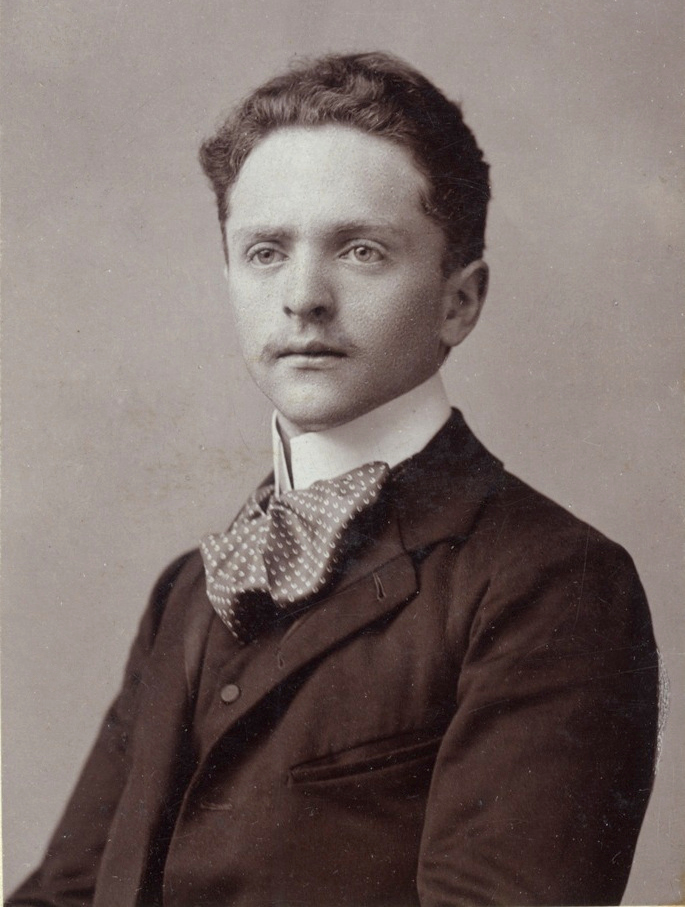
Béla Balázs (1884–1949)

- Balázs, David (* 1974), tschechischer Eishockeyspieler
- Balázs, Elemér (* 1967), ungarischer Jazz-Schlagzeuger
- Balazs, Endre (1920–2015), ungarisch-amerikanischer Biochemiker
- Balázs, Étienne (1905–1963), ungarischer Sinologe
- Balázs, Éva (1942–1992), ungarische Skilangläuferin, Orientierungsläuferin und Sportlehrerin
- Balázs, Éva H. (1915–2006), ungarische Historikerin und Hochschullehrerin
- Balázs, György (* 1985), ungarischer Tennisspieler
- Balazs, Harold (1928–2017), US-amerikanischer Bildhauer und Künstler
- Balázs, József (* 1978), ungarischer Jazzmusiker (Piano, Komposition)
- Balazs, Nandor (1926–2003), ungarisch-US-amerikanischer theoretischer Physiker
- Balázs, Péter (* 1941), ungarischer Politiker und EU-Kommissar
- Balazs, Peter (* 1970), österreichischer Mathematiker
- Balázsovits, Lajos (1946–2023), ungarischer Schauspieler